# The Princes in the Tower
The Princes in the Tower ist ein 1878 entstandenes Gemälde von John Everett Millais. Das Historiengemälde greift die Geschichte der Prinzen im Tower auf und orientiert sich an dem Bild Die Söhne Eduards IV., einer von Paul Delaroche 1830 gemalten älteren Darstellung desselben Sujets.
Das Bild zeigt die Brüder Eduard V. und Richard of York, wie sie am Fuße einer Treppe stehen. Die Treppe ist spärlich beleuchtet und befindet sich im Tower of London. Licht scheint auf Köpfe und Hände der beiden, während ihre dunkle Kleidung mit der kaum beleuchteten Treppe einen markanten Gegensatz bildet.
Die Geschichte der Zwei Prinzen und ihrer Ermordung im Kindesalter war im viktorianischen England auch durch Williams Shakespeares Drama Richard III. sehr präsent. Delaroche hatte bereits Jahrzehnte vorher einen großen Publikumserfolg mit diesem Thema erzielt. Das Thema eignete sich gut für ein emotionales Gemälde und erlaubte Millais sein Thema menschlicher Verwundbarkeit weiter zu bearbeiten. Millais orientierte sich an der szenischen Darstellung in Shakespeare. Wie Delaroche zeigt er beide im Kindesalter dicht zusammengedrängt in ängstlicher Erwartung. Während Delaroche allerdings das Schlafzimmer, in dem sie sich befinden, in Details ausmalt, deutet Millais die im Dunkeln verschwindende Treppe nur an. Sein Gemälde fokussiert einzig auf die Darstellung der beiden Personen beziehungsweise ihrer isoliert scheinenden Hände und Köpfe.
Als Modelle benutzte Millais seine eigenen Söhne. Millais stellte das Bild in der Royal Academy of Arts aus. Direkt nach seiner Veröffentlichung gelang es ihm die Vorstellungskraft der Engländer zu packen und nimmt bis heute einen Platz in der visuellen Vorstellungswelt Englands ein.
Der College-Gründer Thomas Holloway kaufte das Gemälde 1881. Das Gemälde hängt im Royal-Holloway-College der University of London.